# Без обязательств
«Без обязательств» (англ. Casual) — американский комедийно-драматический телесериал из четырёх сезонов, выходивший в 2015—2018 годах на Hulu.

## Сюжет
В центре сюжета — Алекс и его недавно разведённая сестра Валери. Вместе они занимаются воспитанием дочери Валлери — Лоры, и помогают разобраться друг другу в проблемах личной жизни.

## Актёрский состав
- Микаэла Уоткинс — Валери
- Томми Дьюи — Алекс
- Тара Линн Барр — Лора
- Няша Хатенди — Леон
- Джули Берман — Лея